# Ripon, Québec
Ripon är en kommun i provinsen Québec i Kanada. Den ligger i regionen Outaouais, i den sydöstra delen av landet, 60 km nordost om huvudstaden Ottawa. Kommunen bildades 2000 genom sammanslagning av bykommunen och kantonen med samma namn.